# Riacho dos Machados
Riacho dos Machados é um município brasileiro do estado de Minas Gerais. Sua população recenseada em 2022 era de 8 756 habitantes.

## Geografia
O município possui em seu relevo o ponto mais alto sendo na Serra Gado Bravo com 1130 metros, e seu ponto mais baixo está localizado na foz do Rio Peixe Bravo. 40 % do território é plano, outros 40 % é ondulado e 20 % montanhoso. Localiza-se na Bacia do rio São Francisco e na Bacia do rio Jequitinhonha. Seus principais cursos de água são o rio Vacaria e o córrego Samambaia. Por ano, chega a 876 mm de índice médio pluviométrico. A média anual de temperatura é de 24,5 °C, a temperatura máxima por ano chega por volta de 30,8 °C e a mínima anual próxima de 18,6 °C.

## História
A família Machado, que havia se instalado num lugar chamado Tapera, passou a explorar a região. O lugar já era frequentado pelos tropeiros, que fundaram a capelinha de Santo Antõnio do Riacho. No lugar conta-se que já vivia um idoso, de nome Zé Menino, com grande conhecimento da fauna e da flora local.
A família fixou moradia nas imediações da capela. Aos poucos, tornaram-se liderança local, e em torno deles agruparam viajantes vindos do nordeste e tropeiros que se mudaram para o local. A terra era fertil, tendo muito fazendeiros se instalado as margens do riacho. Tornou-se um polo na produção de algodão, ainda durante o Império do Brasil.
O povoado ficou conhecido como Santo Antônio do Riacho. Pela importância da família Machado, chamou-se Santo Antônio do Riacho dos Machados. Foi elevado a distrito em 1878, pela lei provincial nº 2.500, fazendo parte do município Grão-Mogol. Em 1923 teve o seu nome alterado para Riacho dos Machados.
Em 1938 passou a fazer parte do município de Porteirinha, recém emancipado. A emancipação política de Riacho dos Machados só ocorreu em 30 de dezembro de 1962, pela lei estadual nº 2.764.

## Economia
A economia do município possui como principais setores a agropecuária e o serviço. O PIB (2014) foi de R$ 170.538.000,00 e o PIB per Capita (2014) de R$ 17.672,36.